# 洪中海
洪中海（1929年—2013年2月26日），安徽霍邱人，中華民國陸軍砲兵士官長退伍，在晚年捐助積蓄新台幣六百萬元給榮民、榮眷及榮民遺孤

## 生平
洪中海原籍安徽霍邱。1945年，結婚約半年的洪中海，因兄長被徵兵，年僅16歲的他代兄從軍，妻子後改嫁他人。
洪中海服役於國民革命軍第十八軍第11師，參加徐蚌會戰時右腿遭受槍傷。來臺後編入第十師，戍守金門，參加八二三砲戰，後升士官長並調任炮兵通訊職務，至1983年屆齡退伍。獲有寶興、弼亮、金甄、忠勤、景風、陸光等勳章。
1987年間，洪中海首次返鄉，與一別近半世紀的前妻見面。會面之夜，前妻飲泣到天明，隔天洪中海安慰她說這是大時代的悲劇，隨即返臺並強調台灣是他的第二故鄉。
洪中海住於花蓮縣吉安鄉，靠每月兩萬七千元終身俸為生，省吃儉用，一顆高麗菜配饅頭可維持一週。2010年媒體到洪家中採訪，發現其毛巾破爛如同蜘蛛絲網，且十多年衣服也捨不得換。
2010年及2011年，洪中海將兩年畢生積蓄新台幣六百萬元全數捐贈給吉安鄉的單身貧苦榮民、遺眷及花蓮縣榮民遺孤，於2011年6月22日榮獲《富比士》公布的亞洲行善英雄榜。他在台灣並無家人，視軍中同袍為兄弟，但戰後許多弟兄陷入生活困境、又孤家寡人，因而捐給有困難的榮民遺孤。
2011年4月，洪中海在住處跌傷脊椎，坐著輪椅行動，花蓮榮服處得知立即安排住進鳳林榮民醫院，還有昔日受助的一對母女聽聞，就送來親手烹煮的魚湯餵食；同年6月，花蓮縣後備指揮部上校指揮官陳忠溪代表國防部長高華柱率官員前往慰問，致贈水果禮盒，並幫他按摩、喝水等。同年雙十國慶，時任中華民國總統的馬英九演講特別提及尹殿甲、洪中海長年默默行善。
2012年，退輔會統計，近年一次性捐款逾百萬元者除洪中海外，還有尹殿甲、陳永成、胡壽宏、樊恩溥、孫天文、王金儀、蕭鴻濤、湯松元（遺眷代捐）、許覺民與妻子袁品南、熊漢雲、樊桃福、傅豐年、張國英、張生元、王品珙、華體忠、呂振誠、胡偉、彭大計等榮民。
2013年，洪中海臨終前交代花蓮榮服處，之前捐出的六百萬元，務須用在弱勢的榮民後代身上，至於他的喪禮簡單即可，若有剩餘則同樣捐出照顧貧困榮眷及貧民。告別式時由退輔會副秘書長宋海笙主祭，火化後立即移靈軍人忠靈祠，低調處理。